# فیلیپ استون
فیلیپ استون (انگلیسی: Philip Stone؛ ۱۴ آوریل ۱۹۲۴ – ۱۵ ژوئن ۲۰۰۳) یک هنرپیشه اهل بریتانیا بود.
از فیلم‌ها یا برنامه‌های تلویزیونی که وی در آن نقش داشته است، می‌توان به گلوله آتشین، ایندیانا جونز و معبد مرگ، پرتقال کوکی، درخشش، ارباب حلقه‌ها، بری لیندون، هیتلر: ده روز آخر، فلش گوردون، موسی، اس‌اواس. تایتانیک، یخ سبز و ای مرد خوش‌شانس! اشاره کرد.